# Newman Grove
Newman Grove és una població dels Estats Units a l'estat de Nebraska. Segons el cens del 2000 tenia 797 habitants, 323 habitatges, i 190 famílies. La densitat de població era de 603,4 habitants per km².